# フライングモール
フライングモール(Flying Mole)は、静岡県浜松市中央区に本社を置く音響機器メーカーである。

## 概要
2000年11月、ヤマハから独立した技術者たちによって設立される。主力商品はデジタルアンプである。SR用として発売されたDADシリーズが、いわゆるピュアオーディオの世界でも注目され、現在ではSR用、ピュアオーディオ用の両方の製品を製造販売している。